# José Baltá Elías
José Baltá Elías (Villafranca del Panadés, 3 de agosto de 1893-Barcelona, 1 de enero de 1973) fue un físico español. Su labor docente e investigadora fue decisiva para el desarrollo del magnetismo en España.

## Biografía
Hijo del médico Josep Baltà Rodríguez de Cela. Licenciado en física y química por la Universidad de Barcelona y doctor en física por la Universidad de Madrid en donde leyó la tesis Magnetoquímica de los cloruros de cromihidrina. Desde 1919 profesor de electromagnetismo y electrotecnia en la Escuela de Peritos de Tarrasa. En 1920 fue profesor auxiliar de física en la Universidad de Barcelona. De 1923 a 1925 fue presidente del Radio Club de Catalunya. En 1929 formó parte del equipo de investigadores del Servicio Meteorológico Nacional del Observatorio de la Universidad de Barcelona.
Catedrático de física teórica y experimental de la Universidad de Salamanca (1933-1941), pasando a la misma cátedra en la Universidad de Madrid. Al final de la guerra fue también profesor de Ciencias de la Escuela de bibliotecarias. En 1941 fundó la sección de electricidad del Instituto de Física Alonso de Santa Cruz del CSIC. Fue vicepresidente de la Real Sociedad Española de Física y Química.
Investigó sobre radiocomunicaciones y física de altas energías. Construyó el primer generador electrostático de España. En 1948 fue elegido académico de la Real Academia de Ciencias y Artes de Barcelona y en 1949 fue nombrado académico de la Real Academia de Ciencias Exactas, Físicas y Naturales. Tomó posesión al año siguiente con el discurso Enigmas actuales planteados por la radiación cósmica. Una escuela de Villafranca del Panadés lleva su nombre. Desde 1953 se encargó de la dirección del Instituto de Física.

## Obras
- Física (1929)
- Apuntes de Electricidad (1952)
- Enigmas actuales planteados por la radiación cósmica (1950)
- Recientes progresos en Radioastronomía (1953)
- Captación y aprovechamiento de la energía solar (1955)
- La ciencia del espacio y la formación del hombre actual (1961)
- Una visita al Sincrotrón de protonas del CERN (1961)
- La exploración radioeléctrica del espacio (1967)
- El problema astronáutico y la energía nuclear